# ثيو زفارتيود
ثيو زفارتيود (بالهولندية: Theo Zwarthoed)‏ (19 نوفمبر 1982 في هولندا - ) هو لاعب كرة قدم هولندي في مركز حراسة المرمى. لعب مع آر كي سي فالفيك وإي زد ألكمار ودي غرافشاب وغو أهد إيغلز ونادي إكسلسيور ونادي فولندام.

## وصلات خارجية
- ثيو زفارتيود على موقع قاعدة بيانات كرة القدم.إي يو (الإنجليزية)
- ثيو زفارتيود على موقع Soccerway.com (الإنجليزية)
- ثيو زفارتيود على موقع عالم كرة القدم.نت (الإنجليزية)